# Джанбосынов, Куртибай
Куртиба́й Джанбосынов, другой вариант имени — Куртабай (1893 — 1975, Таласский район, Джамбулская область, Казахская ССР) — заведующий фермой колхоза «Кенес-Тюбе» Таласского района Джамбулской области, Казахская ССР. Герой Социалистического Труда (1948).

## Биография
Происходит из рода Шымыр племени дулат. Родился в 1893 году в крестьянской семье в одном из сельских населённых пунктов современного Таласского района Жамбылской области. С раннего возраста трудился в сельском хозяйстве. В 1930 году вступил в сельскохозяйственную артель «Кенестюбе», которая была позднее была преобразована в колхоз «Кенес-Тюбе» (позднее — колхоз «Кзыл-Октябрь») Таласского района. Трудился бригадиром хлопководов. С 1938 года — заведующий овцеводческой фермой в этом же колхозе.
В 1947 году труженики фермы вырастили 1795 ягнят от 1466 курдючных овцематок, что составило в среднем по 122—123 ягнёнка от каждой сотни овцематок. Средний вес каждого ягнёнка к отбивке составил 4,1 килограмма. Указом Президиума Верховного Совета СССР от 23 июля 1948 года удостоен звания Героя Социалистического Труда за «получение высокой продуктивности животноводства в 1947 году» с вручением ордена Ленина и золотой медали «Серп и Молот» (№ 2499).
Этим же Указом званием Героя Социалистического Труда были награждены председатель колхоза «Кенес-Тюбе» Байгельда Кейкиев, заведующая фермой Науат Егембердиева, заведующий коневодством Шинтас Тлебаев, старшие табунщики Нуртай Бейсалиев, Тастемир Дауренбеков и старший чабан Рыскулбек Тургимбаев.
С 1950 года — бригадир хлопководческой бригады.
В 1960 году вышел на пенсию. Проживал в Таласском районе Джамбулской области. Дата смерти не установлена.